# Italiens flagga
Italiens flagga har tre lika breda, vertikala band i grönt, vitt och rött. Flaggan härrör från de flaggor som Napoleon införde i flera mindre lydstater i norra Italien från 1797, och har en utformning som är tydligt inspirerad av den franska trikoloren. När Italien enades 1861 behöll man flaggans färger och utformning, men införde det kungahuset Savojens vapen i det mittersta vita fältet. Vapnet togs bort när Italien blev republik 1946, och flaggan antogs officiellt den 18 juni samma år. Proportionerna är 2:3.

## Flaggans färger
| Beskrivning | Beskrivning   | Nummer     | RGB         | CMYK         | HSV         | Hex     |
| ----------- | ------------- | ---------- | ----------- | ------------ | ----------- | ------- |
|             | Fern Green    | 17-6153 TC | 0-146-70    | 100-0-100-45 | 149-100-057 | #009246 |
|             | Bright White  | 11-0601 TC | 241-242-241 | 0-0-0-0      | 120-000-095 | #F1F2F1 |
|             | Flame Scarlet | 18-1662 TC | 206-43-55   | 0-100-100-0  | 356-079-081 | #CE2B37 |

Det är inte helt klarlagt vilket ursprung de italienska färgerna grönt, vitt och rött har. Enligt en hypotes är färgerna hämtade från medborgarmilisen i Milano. Milisen hade uniformer i grönt och vitt, med vissa detaljer i rött som infördes när milisen ombildades till nationalgarde den 19 augusti 1796. I ett dekret som Napoleon utfärdade den 11 oktober samma år angående ett förband från Lombardiet föreskrevs att ""... de nationalfärger som ska användas är grönt, vitt och rött".

## Historiska flaggor
|  | Den kortlivade franska lydstaten Transpadanska republiken ("bortom floden Po") bildades av general Napoleon Bonaparte 1796.                                                                                 |  | Cispadanska republiken ("hitom floden Po") bildades samtidigt som Transpadanska republiken, och sammanslogs med denna till Cisalpinska republiken 1797. |
|  | Cisalpinska republiken ("hitom Alperna") använde samma trikolor som Transpadanska republiken, fast med Cispadanska republikens flaggas kvadratiska form.                                                    |  | Cisalpinska republiken döps om till "Italienska republiken" och är den första statsbildningen med namnet Italien men redan 1805 ska Italienska republiken ombildades till monarki, med Napoleon Bonaparte som regent. Republikens nationsflagga användes även i monarkin.     |
|  | Kungariket Italien var ännu en fransk lydstat på norra delen av Apenninska halvön under Napoleontiden, och upphörde att existera efter Napoleons fall 1814. Örnen är en symbol för det franska kejsardömet. |  | Det moderna Italien bildades genom sammanslagning av flera stater 17 mars 1861. Den flagga som statsbildningen antog var kungariket Sardiniens flagga, med furstehuset Savojens vapen i mitten. Savojens vapen var krönt om flaggan representerade staten, annars utan krona. |

## Regionernas flaggor
Var och en av Italiens 20 regioner har en egen flagga.

Abruzzo
Aostadalen
Apulien
Basilicata
Emilia-Romagna
Friuli-Venezia Giulia
Kalabrien
Kampanien
Lazio
Ligurien
Lombardiet
Marche
Molise
Piemonte
Sardinien
Sicilien
Toscana
Trentino-Sydtyrolen
Umbrien
Veneto